# Prismosticta tiretta
Prismosticta tiretta är en fjärilsart som beskrevs av Swinhoe 1903. Prismosticta tiretta ingår i släktet Prismosticta och familjen silkesspinnare. Inga underarter finns listade i Catalogue of Life.